# Smolénskaya
Smolénskaya (del ruso: Смоленская) es una stanitsa del raión de Séverskaya del krai de Krasnodar, en Rusia. Está situada en el borde septentrional del Cáucaso, en la orilla izquierda del Afips, de la cuenca del Kubán, 12 km al este de Séverskaya y 34 km al suroeste de Krasnodar. Tenía 7 591 habitantes en 2010
Es cabeza del municipio Smolénskoye, al que pertenecen Krepostnaya, Plancheskaya Shchel y Mirni. El municipio contaba con 9 150 habitantes.

## Historia
La localidad fue fundada en 1864 con el nombre de Afípskaya, nombre que fue cambiado al actual en 1867. Recibió la inmigración de griegos pónticos que emigraron por las persecuciones en el Imperio otomano a finales del siglo XIX y principios del XX. Hasta 1920 perteneció al otdel de Ekaterinodar del óblast de Kubán. En 1979 tenía 5 790 habitantes.

## Cultura y lugares de interés
En la población se halla la Iglesia del Icono de la Madre de Dios de Kazán.
Memorial a los soldados que liberaron la localidad en la Gran Guerra Patria.

## Economía y transporte
La región es de interés turístico.
Sehalla 13 km al sur de la estación (Afipskaya) en la línea Krasnodar-Novorosíisk de la red del ferrocarril del Cáucaso Norte.